# 佐々木優 (レースクイーン)
佐々木 優（ささき ゆう、1985年12月2日 - ）は、日本のレースクイーン、モデル。所属事務所は、スタイルコーポレーションを経て、現在は所属事務所不明。

## 来歴・人物
- 1985年（昭和60年）、神奈川県生まれ。血液型はB型。
- 愛称は「ささゅぅ」。チャームポイントは顔と鼻が小さいこと。
- 長所は常に笑顔。短所はマイペース過ぎること。
- 趣味はコスプレ、ショッピング、レース観戦、ディズニー、スティッチのグッズ集め、プリクラ。
- 好きな食べ物は和洋中、何でも。お菓子のじゃがりこも好物。嫌いな食べ物は焼鳥のレバー。
- 好きな言葉は切磋琢磨。

## 活動履歴

### レースクイーン
- 2007年 HONDAモトクロス『Moto Roman レース』
- 2008年 SUPER GT300 Weds Sport RACING PROJECT BANDOH
- 2008年 F1 日本GP（グリッドガール）
- 2008年 全日本12時間耐久サイクリングinつくば
- 2008年 WITH ME RACING ギャル
- 2009年 WITH ME RACING ギャル
- 2009年 S耐  TEST AND SERVICE RACING PROJECT
- 2009年 D1グランプリ BANDOH with NATS
- 2010年 S耐 ingsスーパーレースクイーン（リーダー）[1]

### イベント
- 2008年 東京モーターサイクルショー WITE ME RACING
- 2009年 東京オートサロン Weds Sport
- 2009年 東京モーターサイクルショー WITH ME RACING
- 2009年 東京モーターショー2009 PIRELLI（ステージモデル）
- 2018年 東京オートサロン2018「TOYO TIRES」（2018年1月12日 - 14日、幕張メッセ）[注 1]

### イメージ・キャンペーンガール
- 2007年 SUPER GT ファイテンレーシング（キャンペーンガール）
- 2007年 F1 日本GP   Red Bullレーシング（キャンペーンガール）
- 2007年 ケータイ★スタイルワゴンフェスタ（イメージガール）
- 2008年 Two Dogs カクテル（キャンペーンガール）

### モデル
- ボンマックス告知CMモデル
- 2007年 ジョイフル・エリ振袖スチールモデル
- 2007年 ケータイ★スタイルワゴン広告モデル
- 2007年 韓国コスメ デモメイクモデル
- 2008年 オンワード樫山 web掲載モデル
- ヘアー&メイクアップアーチストオーディション2008メイク部門モデル
- 09新作水着 合同展示発表会“go-go 夏ビジン ☆ -heartful soul-”（シュリーヌ）ショーモデル
- 2009 SHIGEKI VOLUME,4ヘアーショーモデル
- ドレスサイト webモデル

### TV
- テレビショッピング『QVC』韓国コスメ ビューティーモデル（2007年7月 - 、生出演、ケーブルテレビ、スカパー!）
- モーターステーション３時間スペシャル（2008年5月9日・7月11日、生出演、BS11デジタル）
- 『ハピふる!』ディノス通販コーナー（2008年8月5日、フジテレビ系列）

### 雑誌
- 2007年 スタイルワゴン6月号、スタイルワゴンクラブ6月号 小冊子（三栄書房）
- 2007年 スタイルワゴンクラブ7月号（三栄書房）
- 2007年 スタイルワゴン10月号 付録DVD、スタイルワゴンクラブ10月号（三栄書房）
- 2007年 スタイルワゴン12月号、スタイルワゴンクラブ12月号（三栄書房）
- 2008年 ドリフト＆ドライビングマガジン『D to D』Vol.17 付録DVD（ネコ・パブリッシング）
- 2008年 Young Machine9月号 付録DVD（三栄書房）
- GALS PARADISE 2009東京オートサロン編（2009年2月19日、三栄書房）

- GALS PARADISE 2010東京オートサロン編（2010年2月25日、三栄書房）

### 撮影会
- プライベート撮影会『グータラ』（2007年09月17日）
- フェスタソーレ東京・ナイト撮影会（2008年5月31日・6月29日）
- フェスタソーレ東京（2008年7月21日・8月15日）
- キャットウォークナイト撮影会（2008年8月29日・10月26日・12月7日）
- フレッシュ撮影会（2008年9月7日）
- フレッシュ個人撮影会（2008年9月23日）
- エモーション撮影会（2008年9月27日）
- キャットウォークナイト撮影会（2009年1月25日・2月21日）
- Friends撮影会（2009年4月26日）

- スムース撮影会／BBQ（2010年10月3日）
- スタイル ナイト撮影会（2010年10月27日）

### チャット
- ガールズサロン（2008年4月〜5月）
- クィーンズパティオ（2008年5月〜）

### Web
- 2007年『パールイズミ』Fall＆Winterウェア
- 2007年 テレビ東京グラビアサイト『美少女研究所』モデル写真家Yukiの写真日記（友達編）
- 2008年 ハイパーRQカタログ
- ギャルパラ・クイーンズメール（2009年1月 - 2月、火曜日担当）
- Qプロ!レースクイーンブログ選手権